# Система квот на державні посади в Бангладеш
Система квот на державні посади в Бангладеш існує з 1972 року. Вона дає преференції для деяких груп претендентів, включно з дітьми та онуками борців за незалежність Бангладеш у війні проти Пакистану, представниками релігійних та етнічних меншин, жителями недопредставлених регіонів і людьми з інвалідністю. Вердикт Високого суду усунув систему квот 2020 року, але 2024 року її повернули рішенням, що скасовує минуле. Виконання рішення було відтерміноване Апеляційним судом, а уряд спробував скасувати останнє рішення Верховного суду про відновлення системи квот.
Усі кандидати мають скласти іспити перед тим, як отримати роботу; квоти беруть до уваги на заключному етапі, під час усної співбесіди.

## Протести

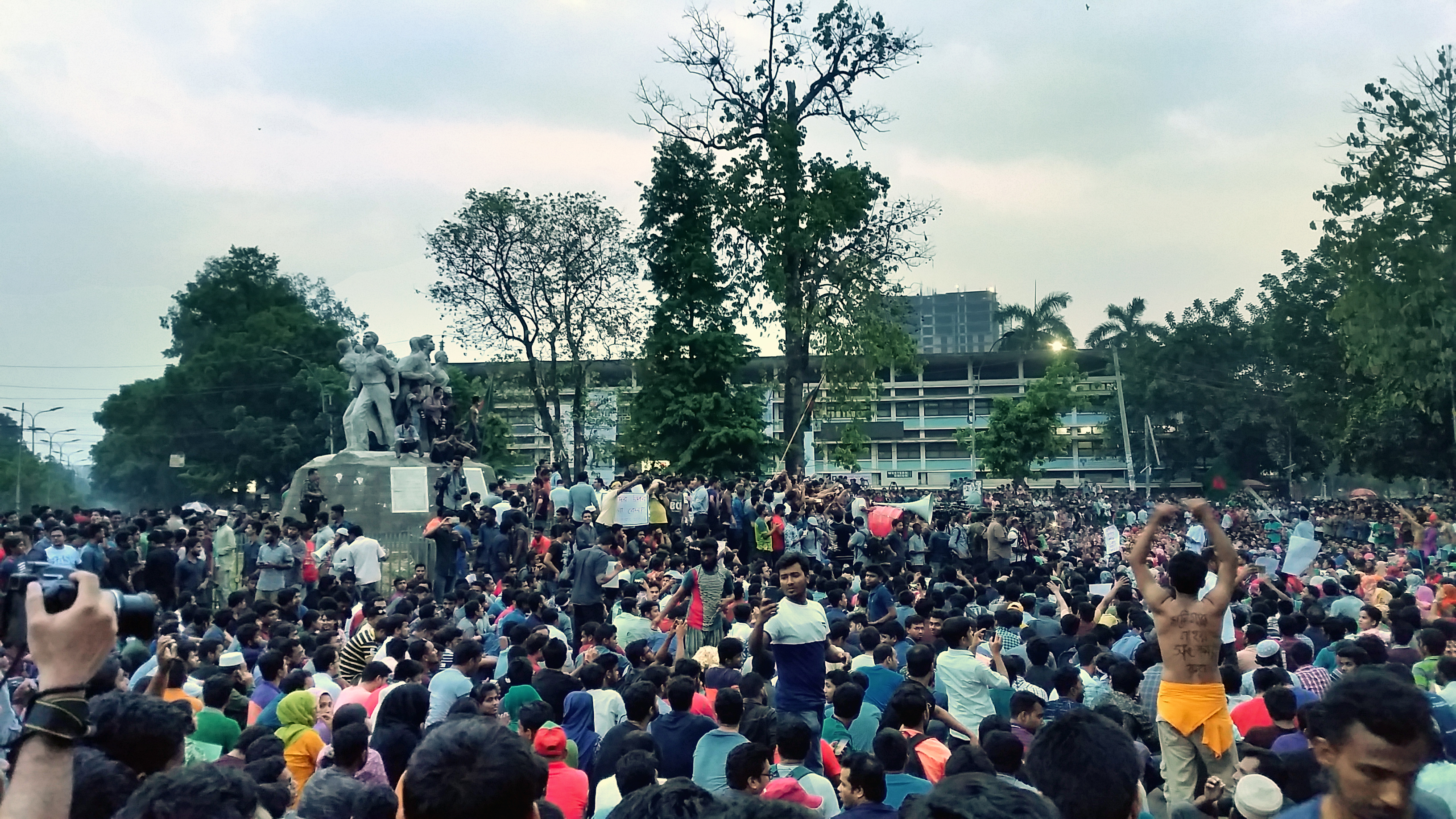
Студентські протести

Масові протести проти квот проходили в 2013 і 2018 роках.
У червні 2024 року Високий суд Бангладеш постановив відновити систему квот, залишивши, в основному, преференції нащадкам борців за незалежність країни. Це спричинило студентські протести по всій країні, які переросли в сутички із силовими структурами.
Унаслідок заворушень загинуло 114 осіб. 18 липня влада відключила в країні інтернет і запровадила комендантську годину.
21 липня 2024 року Верховний суд Бангладеш скасував більшість квот на державні посади. Згідно з постановою суду, 5 % вакансій зарезервовані за членами родин ветеранів війни за незалежність, а ще 2 % — за представниками етнічних меншин або інвалідів.